# Chronologie des israelisch-palästinensischen Konflikts
Diese Seite führt in chronologischer Folge die geschichtlichen Ereignisse mit wesentlichem Einfluss auf den israelisch-palästinensischen Konflikt bzw. Nahost-Konflikt auf.

## Anfänge (1878–1920)
- 1878: Gründung der ersten Moschava Petach Tikwa.
- 1882–1903: Die erste Alija nach Palästina, das damals Teil des osmanischen Vilâyet Syrien (ab 1888 Vilâyet Beirut) und des Autonomen Mutesarriflik Jerusalem war (zusammen bis 1864 osmanische Großprovinz Şam). (siehe auch Jischuv)
- 1896: Theodor Herzl schlägt in seinem Buch Der Judenstaat die Schaffung eines jüdischen Staates vor.
- 1896: Entstehung des christlichen Zionismus.
- 1897: Auf dem ersten Zionistenkongress in Basel wird die Schaffung einer „Heimstätte für das jüdische Volk in Palästina“ zum Programm erhoben.
- 1901: Gründung der ersten Sektionen der zionistisch-sozialistischen Bewegung Poale Zion.
- 5. März 1902: Gründung der orthodox-zionistischen Bewegung Misrachi.
- 15. Oktober 1905: Gründung der HaPoel HaZair Partei.
- 1905–1914: Die zweite Alija.
- 1909–1920: HaSchomer ab 1914 als Untergrundorganisation tätig
- 11. April 1909: Grundsteinlegung von Tel Aviv.
- 28. Oktober 1910: Gründung des ersten Kibbuz Degania.
- 1912: Gründung der internationalen ultraorthodoxen jüdischen Aguddat Jisrael.
- 1913/1914: Gründung der Hashomer Hatzair.
- 1915, April: Aufstellung des Zion Mule Corps für den Dienst in der British Army
- 1915: Gründung des jüdischen Spionagerings in Palästina Netzach Israel lo Ieshaker NILI.
- 1915–1916: Briefliche Erklärung des britischen Hochkommissars für Ägypten, Sir Henry McMahon, an Hussein ibn Ali, den Scherif von Mekka, eine arabische Unabhängigkeit zu fördern, um die Unterstützung der Araber im Ersten Weltkrieg gegen die Osmanen zu gewinnen.
- 16. Mai 1916: Abschluss des geheimen Sykes-Picot-Abkommens zwischen Großbritannien und Frankreich zur Aufteilung der osmanischen Gebiete.
- Am 4. Juni 1917 schrieb der Generalsekretär des französischen Außenministeriums, Jules Cambon, an Nachum Sokolow sein Wohlwollen gegenüber einer Wiedergeburt jüdischen Lebens in dem Land, aus dem das Volk Israel vor so vielen Jahrhunderten vertrieben worden ist. Weiter schrieb er, dass Die französische Regierung, die in den aktuellen Krieg eingetreten ist, ein fälschlicherweise angegriffenes Volk zu verteidigen, und die den Kampf fortsetzt, um den Sieg des Rechts über Macht zu gewährleisten, kann nichts als Sympathie für Ihr Anliegen empfinden, dessen Triumph mit dem der Alliierten eng verknüpft ist. Damit erkannte Frankreich das Recht der Juden auf Rückkehr an.
- 1917, August: Gründung der Jüdischen Legion zum Kampf gegen das Osmanische Reich auf Seiten der Briten
- 2. November 1917: In der Balfour-Erklärung wird der zionistischen Bewegung von dem britischen Außenminister Lord Arthur Balfour eine „nationale Heimstätte“ in Palästina zugesagt.
- 19. November 1917: Beginn der Schlacht um Jerusalem (1917).
- 1917–1918: Die britische Armee unter General Edmund Allenby nimmt Palästina ein.
- 24. Juli 1918: Grundsteinlegung für die Hebräische Universität Jerusalem
- 7. November 1918: Britisch-französische Erklärung an die Bevölkerungen Palästinas, Syriens und des Iraks, eine vollständige Befreiung und „frei gewählte nationale Regierungen“ zu garantieren.
- 3. Januar 1919: Auf der Pariser Friedenskonferenz wird das Faisal-Weizmann-Abkommen geschlossen, das einen jüdischen Staat in Palästina vorsieht.
- 1919: Die von den Siegermächten des Ersten Weltkriegs beauftragte King-Crane-Kommission bereist den Nahen Osten.
- 1919: Gründung der Achdut haʿAvoda Partei.
- 18. Juni 1919: Die erste Ausgabe der Tageszeitung Haʾaretz erscheint.
- 29. Februar 1920 bei einer Schießerei bei Tel Chai werden 8 Juden und 5 Araber getötet.
- 4. bis zum 7. April 1920: Nabi-Musa-Unruhen in der Altstadt von Jerusalem mit vier arabischen und fünf jüdischen Toten.

## Mandatszeit (1920–1948)
- Auf der Konferenz von Sanremo wurde am 25. April 1920 beschlossen, dass die Balfour-Erklärung umgesetzt werden und Großbritannien das entsprechende Mandat dafür erhalten sollte. Die im Abschluss-Memorandum der Resolution von San Remo wortwörtlich zitierte Balfour-Erklärung hat sich durch die Annahme der Siegernationen des Ersten Weltkrieges auf der Konferenz von einer unilateralen Absichtserklärung Großbritanniens zu bindendem internationalem Recht gewandelt.
- 1920: Gründung der Histadrut, dem Dachverband der Gewerkschaften Israels.
- 1920: Ein infolge einer muslimischen Prozession von palästinensischen Arabern durchgeführtes Judenpogrom führt zur Gründung der Hagana.
- 1921 Gründung der ersten Moschavim Kfar Jecheskel und Nahalal (siehe auch Liste der Moschavim)
- 1921: Mohammed Amin al-Husseini wird zum Mufti von Jerusalem ernannt.
- 12.–30. März 1921: Auf der Konferenz von Kairo und Jerusalem wird die scharifische Lösung für die britisch besetzten Gebiete im Nahen Osten beschlossen.
- 1922: Der Völkerbund bestätigte die auf der Konferenz von Sanremo ausgehandelte Entscheidung und schuf das Völkerbundsmandat für Palästina über die Gebiete des heutigen Jordanien, Israel und Palästina an das Vereinigte Königreich. Die Präambel des Mandatstextes spricht von der historischen Verbindung des jüdischen Volkes mit Palästina und der Wiederherstellung ihrer Nationalen Heimstätte.
- 1922: Gründung der zionistisch-orthodoxe Arbeiterpartei Israels HaPo’el haMisrachi.
- 3. Juni 1922: Veröffentlichung des britischen Weißbuchs von 1922 (Churchill-Weißbuch)
- 25. März 1923: Das Mandatsgebiet wird geteilt, das östlich des Jordans entstehende Emirat von Transjordanien ist für jüdische Ansiedlungen verschlossen. Transjordanien wird vom Völkerbundsmandat für Palästina abgetrennt.
- 1923: Gründung der Kommunistischen Partei Palästinas.
- 1923: Gründung der zionistischen Jugendorganisation Betar in Riga (Lettland)
- 1. April 1925: Eröffnung der Hebräischen Universität Jerusalem
- 1926: 1. islamischer Kongress unter dem Vorsitz von Saudi-Arabiens König Abd al-Aziz ibn Saud in Mekka.
- 1928: Die Muslimbruderschaft wird von Hasan al-Bannā in Ägypten gegründet.
- 28. Mai 1929 Gründung von Bnei Akiva
- 1929: Auf dem Gipfel von Unruhen zwischen der arabischen und jüdischen Bevölkerung in Palästina wird die jüdische Gemeinde in Hebron Opfer des Massakers von Hebron. 67 Juden sterben, darunter Frauen und Kinder. Die Überlebenden werden evakuiert.
- 20. Oktober 1930: Veröffentlichung des britischen Weißbuchs von 1930 (Passfield-Weißbuch)
- 21. Oktober 1930: Veröffentlichung des Abschlussberichts der Hope Simpson Enquiry über die Unruhen von 1929
- 6. bis 17. Dezember 1931: Allgemeiner Islamischer Kongress in Jerusalem.
- 1931: Gründung der Untergrundorganisation Irgun Zwai Leumi als Abspaltung von der Hagana
- 30. Januar 1933: Gründung der Kinder- und Jugend-Alijah in Berlin.
- 25. August 1933: Abschluss des Ha’avara-Abkommens.
- 1934–1948: Alija Bet
- 20. November 1935: Izz ad-Din al-Qassam stirbt.
- 1936: Gründung der Jewish Settlement Police
- 1937: Eine britische Kommission (Peel-Kommission) macht den Vorschlag, Palästina in einen kleineren jüdischen und einen größeren arabischen Teil aufzuteilen. Die Juden sind einverstanden, die Araber nicht.
- 15. Juli 1937: Mohammed Amin al-Husseini, der Mufti von Jerusalem sucht erneut die Zusammenarbeit mit dem NS-Regime, diesmal mit Erfolg.
- 1938: Entstehung der Neturei Karta.
- 17. Mai 1939: Veröffentlichung des Weißbuchs von 1939 (MacDonald-Weißbuch) durch die britische Regierung
- 11. Dezember 1939: Die erste Ausgabe der Tageszeitung Jedi’ot Acharonot erscheint.
- 1940: Die Lechi wird als Abspaltung von der Irgun gegründet.
- 19. Mai 1941: Gründung der Palmach.
- 1941–1945 Während des Zweiten Weltkriegs vernichten die Nationalsozialisten systematisch, ab 1942 auch mit industriellen Methoden Menschen, überwiegend Juden. (Shoa/Holocaust)
- 1944: Gründung der HaTnuʿa leʾAchdut haʿAvodah (הַתְּנוּעָה לְאַחְדוּת הָעֲבוֹדָה ‚die Bewegung für die Einigung der Arbeit‘) als Abspaltung der Achdut haAwoda Partei.
- 1944–1948: Bricha
- 22. März 1945: Gründung der Arabischen Liga in Kairo und Beginn des Boykott Israels durch die Arabische Liga.
- Gründung der Vereinten Nationen
  - Unterzeichnung der Gründungs-Charta der Vereinten Nationen am 26. Juni 1945 durch 50 der 51 Gründungsmitglieder in San Francisco.
  - 24. Oktober 1945 Inkrafttreten der Charta der Vereinten Nationen.
- 1946: Mohammed Amin al-Husseini, der Mufti von Jerusalem erhält Asyl in Ägypten und wird vom Führer der Muslimbruderschaft, Hassan al-Banna, gepriesen: „Der Mufti ist soviel wert wie eine ganze Nation. Der Mufti ist Palästina, und Palästina ist der Mufti...“
- 22. März 1946: Transjordanien wird vom Vereinigten Königreich unabhängig.
- 25. Mai 1946: Transjordanien wird ein Königreich unter Abdallah ibn Husain I.
- 22. Juli 1946: Anschlag der zionistischen Irgun auf das Jerusalemer King David Hotel, Sitz des britischen Generalstabs.
- 18. Juli 1947: Beginn der Operation Oasis mit der Rückführung der Passagiere der Exodus.
- 29. November 1947: Die UNO-Vollversammlung beschließt mit 33 zu 13 Stimmen bei 10 Enthaltungen (Res. 181), dass die 609.000 Juden Palästinas, 30,6 % der Bevölkerung, 55 % des Bodens erhalten (wovon jedoch drei Viertel aus der Wüste Negev bestand), wohingegen den 1,38 Millionen Arabern Palästinas, 69,4 % der Bevölkerung, 42 % des Landes zugesprochen wird (siehe UN-Teilungsplan für Palästina). Die arabischen Staaten, die Arabische Liga und das palästinensische Arabische Hohe Komitee lehnen die Teilung daraufhin ab.
- 30. November 1947: Beginn der Schlacht um Jerusalem (1948).
- 15. Februar 1948: Die erste Ausgabe der Tageszeitung Maariw erscheint.
- 9. April 1948: Massaker von Deir Yasin

## Staatsgründung Israels (1948–1966)
- 1948: Gründung der Mapam-Partei
- 14. Mai 1948: Die israelische Unabhängigkeitserklärung
- 15. Mai 1948: Fünf arabische Staaten, Ägypten, Jordanien, Irak, Syrien und Libanon, greifen Israel an. Damit beginnt der Israelische Unabhängigkeitskrieg, für die Palästinenser die „Nakba“.
- 28. Mai 1948: Offiziell formelle Auflösung von Lechi
- 28. oder 31. Mai 1948: Gründung der Israelischen Verteidigungsstreitkräfte. Zeitgleich wurden alle anderen bewaffneten Gruppen (Hagana, Irgun) verboten. Der Irgun akzeptierte die Entscheidung nach einem kurzen Zusammenstoß zwischen Hagana und Irgun. Schließlich legte der Irgun die Waffen nieder und Menachem Begin transformierte seine Miliz in eine politische Partei, die Cherut.
- 31. Mai 1948: Gründung der Israelischen Verteidigungsstreitkräfte
- 17. September 1948 Ermordung des UN-Vermittlers Graf Folke Bernadotte einen Tag nach Präsentation seines „Bernadotte-Plans“
- 1948: Gründung des militärischen Geheimdienstes Aman
- 1948: Gründung der Maki.
- 1948: Palästinensischer Exodus aus Lydda und Ramle
- 1949: Eröffnung der Botschaft der Vereinigten Staaten in Tel Aviv
- 8. Februar 1949: Gründung des israelischen Inlandsgeheimdienst Schin Bet
- 14. Februar 1949: Erste Sitzung des israelischen Parlaments, der Knesset
- 24. Februar 1949: Waffenstillstand zwischen Israel und Ägypten
- 23. März 1949: Waffenstillstand zwischen Israel und dem Libanon
- 3. April 1949: Waffenstillstand zwischen Israel und Jordanien
- 20. Juli 1949 Waffenstillstand zwischen Israel und Syrien, damit endet faktisch der Israelische Unabhängigkeitskrieg.
  - Etwa 750.000 palästinensische Araber wurden durch den Krieg zu Flüchtlingen bzw. Vertriebenen, die seitdem oft in den arabischen Bruderstaaten ohne Bürgerrechte leben (siehe Palästinensisches Flüchtlingsproblem).
  - Etwa 750.000 Juden aus arabischen Ländern wurden durch den Krieg zu Flüchtlingen bzw. Vertriebenen, die in Israel als Staatsbürger integriert wurden (siehe Vertreibung von Juden aus arabischen und islamischen Ländern).
- 1949: Gründung des Islamischen Weltkongress als Organisation auf der 3. Tagung unter Vorsitz Mohammed Amin al-Husseinis, dem Großmufti von Jerusalem, der den Vorsitz der Konferenz hatte und zum Präsidenten des Kongresses gewählt wurde.
- 13. Dezember 1949: Der Mossad wird durch David Ben-Gurion ins Leben gerufen.
- 1949–1951: HaChasit haDatit haMe’uchedet (Vereinigte Religiöse Front) war ein Wahlbündnis religiöser Parteien in Israel.
- 1. Januar 1950: Die israelische Regierung erklärt Jerusalem zur Hauptstadt des Staats Israel.
- 5. Juli 1950: Israels Regierung beschließt das Rückkehrrecht jedes Juden nach Israel[1]
- 24. April 1950: Transjordanien annektiert das Westjordanland und Ostjerusalem
- Februar und März 1951: Umorganisation des Mossad
- 1952: Jassir Arafat gründet die Generalunion Palästinensischer Studenten (GUPS), der er bis 1957 vorstand.
- Staatskrise in Ägypten 1952 und am 23. Juli 1952 der Militärputsch in Ägypten
- 1953: Eröffnung der Gedenkstätte Yad Vashem
- 1953: Gründung der Hizb ut-Tahrir durch den palästinensischen islamischen Religionsgelehrten Taqī al-Dīn al-Nabhānī im jordanisch kontrollierten Ostjerusalem
- Juni 1956: Gründung der zionistisch, nationalreligiösen Partei Mafdal
- 29. Oktober–5. November 1956: Suezkrise, nachdem Ägypten den Suezkanal gesperrt hatte
- 1957: Aufstellung der Spezialeinheit Sajeret Matkal
- 1957–1986: Lakam, israelischer Nachrichtendienst zum Schutz und zur Unterstützung des israelischen Nuklearprogramms
- 1958: Libanonkrise
- 1959: Jassir Arafat gründet zusammen mit drei anderen palästinensischen Studenten die Fatah (Harakat Tahrir Filastin – Bewegung für die Befreiung Palästinas), die sich den „bewaffneten Kampf zur Befreiung Palästinas“ zum Programm macht. Sie greift in den folgenden Jahren von Gaza und dem jordanischen Westufer aus zivile Ziele in Israel an.
- 1962: Gründung der Organisation Matzpen zu deutsch „Die Sozialistische Organisation in Israel“
- 1964: Kongress Islamischer Staaten in Somalia
- 1964: Vom 28. Mai bis zum 1. Juni 1964 wurde auf der ersten Sitzung des Palästinensischer Nationalrates im jordanisch besetzten Ostjerusalem die Palästinensische Befreiungsorganisation (PLO) gegründet. Auch wurde die Palästinensische Nationalcharta verabschiedet, die den bewaffneten Kampf gegen Israel proklamierte und den UN-Teilungsplan für Palästina ablehnt.
- 1965: Gründung der Gachal dem größten rechten politischen Parteienbündnis in Israel, angeführt von Menachem Begin.
- 1965: Gründung der HaMaʿarach (1965 bis 1968 und erneut von 1969 bis 1991)

## Kriege (1967–1986)
- 5. bis zum 10. Juni 1967: Sechstagekrieg: Ägypten schließt die Straße von Tiran für israelische Schifffahrt, verschiebt Truppen an Israels Grenze und warnt die UN-Truppen vor einem bald anstehenden Angriff. Israel antwortet mit einem Präventivschlag, schlägt die arabischen Truppen zurück und besetzt das durch Jordanien verwaltete Westjordanland, die syrischen Golanhöhen, die ägyptische Sinai-Halbinsel und den durch Ägypten verwalteten Gazastreifen. In den folgenden Jahren beginnt Israel damit, die Gebiete systematisch zu besiedeln. Die UNO-Resolution 242 des UN-Sicherheitsrats erklärt den Erwerb von Territorien durch Krieg für unzulässig und fordert Israel zum Abzug aus besetzten (nicht allen oder den) Gebieten auf. Sie fordert weiterhin die politische Unabhängigkeit eines jeden Staates in der Region und das Recht, innerhalb sicherer und anerkannter Grenzen frei von Bedrohungen oder Gewaltakten zu leben. Die vollkommene Niederlage im Sechs-Tage-Krieg sowie Vertreibungen und empfundene Demütigungen (wie die Suezkrise) begünstigen den Islamismus, indem die Muslime sich stärker auf ihre Religion besinnen und radikalisieren.
- 11. Dezember 1967: Gründung der Volksfront zur Befreiung Palästinas (PFLP)
- 1969: Fatah und PLO vereinigen sich während des 5. National-palästinensischen Kongresses
- 25. September 1969: Gründung der Organisation für Islamische Zusammenarbeit in Rabat (Marokko)
- Palästinensische Terroranschläge von 1969 und 1970 gegen die Schweiz
- 1970: Die PLO wird im „Schwarzen September“ aus Jordanien vertrieben und geht in den Libanon.
- 10. Februar 1970:Terroristen der Fatah versuchten am Flughafen München-Riem ein Flugzeug der israelischen Gesellschaft El Al zu entführen. Der Israeli Arie Katzenstein kam dabei ums Leben, fünf Weitere wurden verletzt, darunter war auch die Schauspielerin Hanna Maron, die ein Bein verlor.
- 30. Mai 1972: Das Massaker am Flughafen Lod, durchgeführt von drei japanischen Attentätern der Japanischen Rote Armee mit 26 Todesopfern
- 5. September 1972: Das Münchner Olympia-Attentat der Terrororganisation Schwarzer September.
- 6.–24. Oktober 1973: Jom-Kippur-Krieg. Durch den Ölexport-Stopp kommt es zur Ölkrise. Sadat gelingt die Eindämmung des Islamismus durch die Demonstration arabischer Stärke.
- 1974: Abu Nidal gründet die terroristische Abu-Nidal-Organisation, eine Abspaltung der PLO.
- 1974: Gründung der außerparlamentarischen jüdischen nationalreligiösen Organisation Gusch Emunim.
- 1974: Gründung der zionistischen, säkularen und liberalen Partei in Israel Schinui.
- 1975: Gründung der palästinensischen Universität Bir Zait in Bir Zait nördlich von Ramallah im Westjordanland.
- 10. November 1975: Beschluss der Resolution 3379 der UN-Generalversammlung. Sie bezeichnete den Zionismus als eine Form des Rassismus und der Rassendiskriminierung. Zudem stellte sie Israel in eine Reihe mit Südafrika und Rhodesien.
- 1975–1990: Libanesischer Bürgerkrieg
- 1976: Entstehung des Tag des Bodens.
- 27. Juni 1976 Entführung des Flugs 139 der Air France, der von Tel Aviv über Athen nach Paris führen sollte über Bengasi in Libyen nach Entebbe in Uganda. Am 4. Juli 1976 Befreiungsaktion durch israelische Spezialeinheiten (Operation Entebbe).
- 1977: Gründung der Listenverbindung von sozialistischen Parteien in Israel Chadasch.
- 1977: Anwar as-Sadat schlägt aus einer Position relativer politischer Stärke heraus ein Treffen mit Menachem Begin vor, das vom 19.–21. November stattfindet und das Friedensabkommen von Camp David 1978 vorbereitet.
- 1977–1981: Front der Standhaftigkeit eine faktisch nur informelle Ablehnungsfront einiger arabischer Staaten und der PLO gegen eine Politik der Annäherung Ägyptens an die USA und Israel.
- 11. März 1978: Der Küstenstraßen-Anschlag kostet 37 israelischen Zivilisten das Leben.
- 14. März 1978: Mit der Operation Litani marschiert die israelische Armee in den südlichen Libanon ein.
- 1978: Menachem Begin und Anwar as-Sadat unterzeichnen in Camp David ein Friedensabkommen, das von Jimmy Carter ausgehandelt wurde. Die palästinensische Seite verpflichtet sich zum Gewaltverzicht, während die israelische Seite ein Ende des Siedlungsbaues sowie den Rückzug aus den besetzten Gebieten zusagt. Das Abkommen wird von zahlreichen arabischen Staaten abgelehnt.
- 1978: Gründung der außerparlamentarische Friedensbewegung in Israel Schalom Achschaw/Peace Now.
- 1978: Erste Weltkonferenz gegen Rassismus in Genf[2]
- 1979: Islamische Revolution im Iran, 8. August 1979 Erklärung des iranischen Revolutionsführers Ajatollah Chomeini, die am 17. August 1979 zum ersten al-Quds-Tag, mit allein in Teheran ca. 3,5 Millionen Teilnehmern führte.
- 26. März 1979: Israelisch-ägyptischer Friedensvertrag
- 1980: Per Gesetz annektiert Israel im Juli das im Sechstagekrieg eroberte Ostjerusalem und erklärt Jerusalem zur „ewigen“ und „ungeteilten“ Hauptstadt, was insbesondere in der arabischen Welt auf Proteste stößt.
- Mal 1981: Der Islamische Dschihad in Palästina tritt zum ersten Mal in der gegenwärtigen Form in Erscheinung.
- 6. Oktober 1981: Anwar as-Sadat wird in Kairo von Islamisten wegen des Friedensabkommens von Camp David ermordet.
- 1982: Israel zieht sich wie im Camp David Abkommen von Sadat und Begin vereinbart von der Sinai-Halbinsel zurück.
- 6. Juni 1982: Beginn des Libanonkrieg (Operation Frieden für Galiläa).
- 1982: Belagerung und Einnahme Beiruts. Vertreibung der PLO nach Tunesien. Massaker von Sabra und Schatila durch christliche libanesische Phalange-Milizen an der Zivilbevölkerung.
- 1982: Entstehung der Hisbollah.
- August 1983: Zweite Weltkonferenz gegen Rassismus in Genf[3]
- 1984: Gründung der Schas-Partei.

## Intifadas (1987–2005)
- 8. Dezember 1987: Ausbruch der Ersten Intifada, mit der Hamas als neu gegründeter Akteur.
- 18. August 1988: Veröffentlichung der Hamas-Charta
- 15. November 1988: Die Führung der PLO mit Sitz in Algier ruft den Staat Palästina aus.
- 1988: Gründung der aschkenasisch ultraorthodoxen Partei Degel haTora.
- 18. Januar bis 25. Februar 1991 Der Irak schießt während des Zweiten Golfkriegs R-17-Raketen auf Israel ab.
- 1991: der Hisbollah-Fernsehsender al-Manar nimmt seinen Sendebetrieb auf.
- 30. Oktober 1991: Beginn der Madrider Konferenz.
- 1992: Gründung der israelische Friedensinitiative Gusch Schalom (u. a. Uri Avnery).
- 1992: Gründung der Kassam-Brigaden.
- 1992: Gründung der linken Meretz Partei.
- 1992: Gründung der Parteienallianz Vereinigtes Thora-Judentum.
- 20. Januar bis 20. August 1993 Geheimverhandlungen zwischen Israel und der PLO bei Oslo.
- April 1993 Die Hamas beginnt mit Selbstmordattentaten in Israel.
- 1993: Gründung der palästinensischen Nichtregierungsorganisation Democracy and Workers' Rights Center
- 1994: Gründung Palästinensischen Autonomiebehörde und des Sicherheitsdienst der Palästinensischen Autonomiebehörde
- 25.–31. Juli 1993: Operation Verantwortlichkeit im Süden des Libanons.
- 13. September 1993: Israel und die PLO unterzeichnen eine gemeinsame Prinzipienerklärung als Teil des Oslo-Friedensprozesses.
- 25. Februar 1994: Baruch Goldstein tötet in der Machpelahöhle in Hebron 29 betende Muslime.
- 4. Mai 1994: Gaza-Jericho-Abkommen.
- 25. Juli 1994: Israelisch-jordanischer Friedensvertrag, der am 25. Oktober 1994 unterzeichnet wird.
- 14. Oktober 1994: Jitzchak Rabin, Schimon Peres und Jassir Arafat erhalten den Friedensnobelpreis.
- 1995: Gründung der arabischen Partei in Israel Balad.
- 24.–28. September 1995: Interimsabkommen über das Westjordanland und den Gazastreifen zwischen Israel und den Palästinensern.
- 4. November 1995: Jitzchak Rabin wird vom israelischen Rechtsextremisten Jigal Amir in Tel Aviv ermordet.
- 5. Januar 1996 Yahya Ayyasch wird mutmaßlich vom israelischen Inlandsgeheimdienst Schin Bet getötet
- 20. Januar 1996 Jassir Arafat und seine Fatah-Partei gewinnen die ersten Parlamentswahlen in den Palästinenser-Gebieten. Der Palästinensische Legislativrat nimmt seine Arbeit auf.
- März 1996 Syrisch-israelische Gespräche in Wye, Maryland.
- 11. April 1996 – 27. April 1996: Operation Früchte des Zorns der israelischen Armee im Süden des Libanons.
- 1996: Gründung der Partei Vereinigte Arabische Liste
- 1996: Gründung des International Policy Institute for Counter-Terrorism
- 1. November 1996: Al Jazeera nimmt den Sendebetrieb auf.
- Januar 1997: Israel übergibt Hebron zu 80 Prozent an die Verwaltung der Palästinenser.
- 1998: Gründung von Ramattan News Agency.
- 17. Oktober 1998: Der Radiosender Stimme Palästinas nimmt den Sendebetrieb auf.
- 23. Oktober 1998 Jassir Arafat und Benjamin Netanjahu vereinbaren das Wye-Abkommen.
- 1999: Gründung der Partei Jisra’el Beitenu von Avigdor Lieberman.
- 24. Mai 2000 Israel schließt seinen Rückzug aus dem Südlibanon ab.
- 11.–25. Juli 2000: Erfolgloser 2. Gipfel von Camp David.
- 28. September 2000: Beginn der 2. Intifada.
- 30. September 2000: Der Muhammad-al-Durrah-Vorfall geschieht
- 16.–18. Oktober 2000: Gipfel von Scharm El-Scheich. Das Abkommen sieht ein Ende der Gewalt vor, die Bildung einer Untersuchungskommission und eine Aufhebung der Abriegelung der Palästinensergebiete.
- Erste Aktivitäten der Hilltop Youth
- 2001: Gründung der Electronic Intifada.
- 2001: Gründung des International Solidarity Movement.
- 31. August bis 7. September 2001: Die Dritte Weltkonferenz gegen Rassismus in Durban (Südafrika) wird zur antisemitischen Manifestation.
- Am 28. Oktober 2001 verüben erstmals von der Palästinensischen Autonomiebehörde angestellte Personen ein Attentat auf Israelis. In Chadera töten sie vier Frauen und verletzen 44 Menschen zum Teil schwer.
- 3. Januar 2002: Mit dem aufgebrachten Schiff Karine A versuchte die Palästinensische Autonomiebehörde illegale Waffen zu schmuggeln.
- Im März 2002 wurde die Arabische Friedensinitiative von der Arabischen Liga auf Betreiben des saudischen Kronprinzen Abdullah ibn Abd al-Aziz veröffentlicht.
- 29. März 2002: Beginn der Operation Schutzschild zur Wiederbesetzung fast aller Autonomiegebiete.
- 17. Juni 2002: Gründung der Palästinensischen Nationalen Initiative in Ramallah, Westjordanland.
- 2003: US-Präsident George W. Bush stellt die Roadmap zum Frieden vor, der beinhaltet, dass die palästinensische Seite auf Angriffe gegen Israel verzichtet und Israel Palästina als autonomen Staat anerkennt. Israelische Truppen marschieren immer wieder kurzfristig in den Gazastreifen und die Westbank ein.
- 16. März 2003: Rachel Corrie stirbt bei einer Hauszerstörung
- 8. Juli 2003 Baubeginn der Sperranlage zum Westjordanland
- 2003: Gründung der Anarchists Against the Wall.
- 2004: Gründung von Schovrim Schtika.
- 22. März 2004: Ahmad Yasin wird durch einen Hubschrauberangriff gezielt getötet.
- 17. April 2004: Der Hamasführer Abd al-Aziz ar-Rantisi wird gezielt getötet.
- 18.–23. Mai 2004: Operation Regenbogen der israelischen Armee im Gazastreifen.
- 31. August 2004: Bei Bombenanschlägen in Beʾer Scheva auf zwei Busse reißen die beiden palästinensischen Attentäter 18 Menschen mit in den Tod und mindestens 35 weitere werden verletzt. Die Izz-al-Din-al-Qassam-Brigade der Hamas übernahm die Verantwortung für die Anschläge.[4]
- 19. September 2004: Khaled Abu Selmiya, Kommandant der Izz-al-Din-al-Qassam-Brigaden, wird gezielt getötet.[5]
- 30. September – 15. Oktober 2004: Operation „Tage der Buße“ im Gazastreifen.
- 11. November 2004: Jassir Arafat stirbt in einem Pariser Militärhospital.
- Dezember 2004: Erstmalige Ausstrahlung der siebenteiligen antisemitisch, verschwörungsideologischen Fernsehfilm-Reihe des iranischen Staatsfernsehens, Zahras blaue Augen, gesendet vom Sender IRIB Channel 1.

## Trennungsplan und Abkopplung (2005–heute)
- 2004/2005: Der Film Paradise Now, die Geschichte zweier junger palästinensischer Selbstmordattentäter, wird 2004 gedreht und kommt 2005 in die Kinos.
- 9. Januar 2005: Mahmud Abbas wird zum Präsidenten der palästinensischen Autonomiebehörde gewählt. Mustafa Barghuthi landet bei den Wahlen auf dem zweiten Platz.
- 13. Januar 2005: Bei einem Selbstmordattentat am Grenzübergang Karni im Gazastreifen werden 6 israelische Soldaten getötet und 5 weitere verwundet.
- 8. Februar 2005: Der durch Mahmud Abbas und Ariel Scharon geschlossene Waffenstillstand von Scharm El-Scheich beendete offiziell die Zweite Intifada.
- 14. Februar 2005: Attentat auf Rafiq al-Hariri in Beirut.
- 2005: Erste BDS Israeli Apartheid Week.
- 26. Mai 2005: Abzug der letzten 250 syrischen Soldaten aus dem Libanon.
- 9. Juli 2005: Der Gründungsaufruf der BDS-Kampagne (Boycott, Divestment and Sanctions) wird veröffentlicht.
- 15. August 2005: Im Rahmen des Abkoppelungsplans räumt Israel alle Siedlungen im Gazastreifen und vier Siedlungen im nördlichen Westjordanland.
- 24. November 2005: Scharon gründet die Partei Kadima, nachdem er zuvor aus dem Likud ausgetreten ist.
- Januar 2006: al-Aqsa TV nimmt den Betrieb auf.
- 26. Januar 2006: Die Hamas siegt bei den Parlamentswahlen im Westjordanland und Gazastreifen. In der Folge kommt es zur Gaza-Blockade.
- Februar 2006: Internationaler Holocaust-Karikaturen-Wettbewerb in Teheran (Iran)
- 28. März 2006: Bei den israelischen Parlamentswahlen wird die liberale, politisch zwischen Likud und Arbeitspartei gebildete Kadima mit 28 von 120 Sitzen zur stärksten Partei und Ehud Olmert zum neuen Ministerpräsidenten gewählt. Er gab an, Scharons Politik weiterführen zu wollen und an einer endgültigen Grenzziehung zwischen Israel und den Palästinensergebieten arbeiten zu wollen (Konvergenz-Plan).
- 11. Mai 2006: Gefangenenpapier
- 25. Juni 2006: Entführung von Gilad Schalit durch militante Mitglieder der Hamas in Israel
- 25. Juni – 26. November 2006: Operation Sommerregen
- 12. Juli – 14. August 2006 Zweiter Libanonkrieg Israels, ausgelöst durch einen Überfall der Hisbollah auf israelische Soldaten, von denen mehrere getötet sowie zwei entführt werden.
- 31. Oktober – 7. November 2006: Operation Herbstwolken
- 11.–12. Dezember 2006: Holocaustleugnungskonferenz in Teheran.
- Dezember 2006: Beginn des Fatah-Hamas-Konflikts
- Juni 2007: Es kommt zu bürgerkriegsähnlichen Kämpfen zwischen Milizen der Hamas und der Fatah, in deren Verlauf die Hamas die vollständige Kontrolle über den Gazastreifen erlangt, während die Fatah die Kontrolle über das Westjordanland erlangt. Der Konflikt ist gleichzeitig das Ende der Regierung der Nationalen Einheit.
- Seit 2007 Aktivitäten des Free Gaza Movement.
- 15. Juni 2007: Der Präsident der Palästinensischen Autonomiebehörde Mahmud Abbas gibt bekannt, er werde Salam Fayyad mit der Führung einer Notstandsregierung beauftragen.
- 27. November 2007: In Annapolis findet eine von der US-Regierung initiierte Internationale Nahost-Konferenz statt, von der entscheidende Voraussetzungen für eine Befriedung des Nahen Ostens erhofft werden.
- 9. August 2008: Mahmud Darwisch stirbt. Sein Leichnam wurde nach Ramallah überführt, wo er am 12. August 2008 ein „Staatsbegräbnis“ auf einem Hügel nicht weit vom Kulturpalast erhielt, der in „Darwisch-Kulturpalast“ umbenannt wurde.
- 4. November 2008: Israel dringt im Gaza-Streifen ein: Laut New York Times (20. Dezember 2008) hat sich keine Seite vollständig an die vereinbarten Bedingungen des Waffenstillstands gehalten. Mit dem israelischen Vorstoß begann auch der Streit darum wer den Waffenstillstand gebrochen hat.
- 16. Dezember 2008: Resolution 1850 des UN-Sicherheitsrates
- 18. Dezember 2008: Die Hamas kündigt den ohnehin auslaufenden Waffenstillstand mit der Begründung auf, Israel habe sich nicht an die Vereinbarungen (des Waffenstillstandes) gehalten.
- 27. Dezember 2008: Die IAF startet mit Luftangriffen auf Ziele im Gaza-Streifen die Operation Gegossenes Blei. Die Operation endet am 18. Januar 2009.
- 8. Januar 2009: Resolution 1860 des UN-Sicherheitsrates
- 29. Januar 2009: Eklat durch Recep Tayyip Erdoğan auf dem Weltwirtschaftsforum in Davos.[6]
- 15. September 2009: Veröffentlichung des Goldstone-Berichts.
- 19. Januar 2010 Mahmud al-Mabhuh hochrangiges Mitglied der Hamas stirbt in Dubai. Für seinen Tod wird der Mossad verantwortlich gemacht.
- 31. Mai 2010: Ship-to-Gaza-Zwischenfall
- 2010: Am 26. Juli 2010 forderte Israels Regierungschef Benjamin Netanjahu direkte Friedensverhandlungen mit der Palästinensischen Autonomiebehörde. Palästinenserpräsident Mahmud Abbas jedoch stellte als Vorbedingungen für Friedensgespräche, dass der verhängte Siedlungsbaustopp im Westjordanland bis zum 26. September 2010 für endgültig erklärt wird und alle Gebiete wie vor dem Krieg von 1967 an die Palästinensische Autonomiebehörde übergeben werden.
- 27. Januar 2011: Premiere in Europa des Films Tal der Wölfe – Palästina.
- 4. April 2011: Ermordung Juliano Mer-Chamis.
- 4. Mai 2011: Die Fatah und die Hamas schließen nach ägyptischer Vermittlung in Kairo ein Versöhnungsabkommen.
- 11. September 2011: Die Knesset verabschiedet den Prawer-Plan.
- 18. Oktober 2011: Freilassung von Gilad Schalit nach 5 Jahren Gefangenschaft im Rahmen eines Gefangenenaustauschs
- 2012: Die Hamas intensivierte im Vergleich zum Vorjahr den Raketenbeschuss Israels, mit knapp 1700 Qassam- und Katjuscha-Fadschr-3- und Fadschr-5-Raketen von Januar bis Mitte November. Israel reagiert vom 14. bis 21. November mit der Operation Wolkensäule.
- 29. November 2012: Die Vertretung der PLO erhält gegen den Willen Israels den Beobachterstatus als Staat Palästina bei den Vereinten Nationen.
- 7. Januar 2013: Palästinenser-Präsident Mahmud Abbas ordnet an, künftig im Amtsverkehr die Bezeichnung „Staat Palästina“ statt „Palästinensische Autonomiebehörde“ zu verwenden.
- Juli 2013: Im Juli kündigte US-Außenminister John Kerry eine neue US-amerikanische Initiative an. Binnen neun Monaten sollten die Gespräche zu einem Friedensvertrag auf Grundlage der Zwei-Staaten-Lösung führen.
- April 2014: Nach ersten Fortschritten scheiterten die Verhandlungen im April 2014, nachdem Abbas eine Einheitsregierung mit der Hamas einging und Israel eine letzte Gruppe palästinensischer Gefangener nicht freiließ.
- 2. Juni 2014: In Ramallah bildete sich eine technokratische „Regierung des nationalen Konsenses“ mit Unterstützung von PLO und Hamas.
- Am 12. Juni 2014 wurden in Allon Schewut an einem Haltepunkt für Tramper drei Talmudschüler entführt und anschließend ermordet. Aus Rache wurde ein 16-jähriger Palästinenser aus Ostjerusalem ermordet. Die Morde lösten Unruhen in Jerusalem aus, die wochenlang andauerten.[7]
- 8. Juli – 26. August 2014: Die Operation Protective Edge der israelischen Armee im Gazastreifen.
- Beim Zwischenfall in Hebron am 24. März 2016 erschießt ein israelischer Sanitätssoldat einen kampfunfähigen Palästinenser.
- Mai 2016: Zweiter Holocaust-Karikaturen-Wettbewerb in Teheran
- Bei dem Terroranschlag in Tel Aviv am 8. Juni 2016 starben vier israelische Zivilisten.
- 23. Dezember 2016: Resolution 2334 des UN-Sicherheitsrates
- 8. Januar 2017: Anschlag in Jerusalem am 8. Januar 2017
- 16. Juni 2017: Anschlag im Juni 2017 in Jerusalem
- Dezember 2017: OIC-Sondergipfel zur Jerusalem-Krise in Istanbul[8]
- März 2018 „Marsch der Rückkehr“ der Palästinenser
- 14. Mai 2018: Eröffnung der Botschaft der Vereinigten Staaten in Jerusalem
- Mai 2018: OIC-Sondergipfel in Istanbul[9][10][11]
- 25. März 2019: US-Präsident Donald Trump erkennt die seit 52 Jahren von Israel annektierten syrischen Golanhöhen formell als Staatsgebiet Israels an.
- 12. November 2019: Gezielte Tötung von Baha Abu al-Ata, dem Führer des islamischen Dschihad, und seiner Frau.[12] Nach heftigem Raketenbeschuss bombardiert die israelische Luftwaffe den Gazastreifen und tötet dabei 34 Palästinenser.[13]
- 10.–21. Mai 2021: Israel-Gaza-Konflikt 2021
- 5.–8. August 2022: Operation Breaking Dawn
- 5. April 2023: Al-Aqsa-Konfrontationen 2023
- 9.–11. Mai 2023: Israelische Luftangriffe auf den Gazastreifen im Mai 2023
- Seit 7. Oktober 2023: Terrorangriff der Hamas auf Israel 2023 (auch: Operation Al-Aqsa-Flut) und Krieg in Israel und Gaza seit 2023
- 19. Juli 2024: Der Internationale Gerichtshof veröffentlicht das Gutachten zu den rechtlichen Folgen von Israels Besatzungspolitik
- 18. September 2024: Die Resolution ES-10/24 der UN-Generalversammlung fordert von Israel den Rückzug aus den besetzten Palästinensergebieten innerhalb eines Jahres
- 21. November 2024: Der Internationale Strafgerichtshof erlässt Haftbefehle gegen Israels Premier Netanjahu, Verteidigungsminister Galant sowie gegen Hamas-Führer wegen mutmaßlicher Kriegsverbrechen und Verbrechen gegen die Menschlichkeit im Gazastreifen